# Rhopalomeces difficilis
Rhopalomeces difficilis är en skalbaggsart som beskrevs av Aurivillius 1928. Rhopalomeces difficilis ingår i släktet Rhopalomeces och familjen långhorningar. Inga underarter finns listade i Catalogue of Life.